# Plumularia providentiae
Plumularia providentiae är en nässeldjursart som beskrevs av William Robert Jarvis 1922. Plumularia providentiae ingår i släktet Plumularia och familjen Plumulariidae. Inga underarter finns listade i Catalogue of Life.